# Monospaces Chrysler (S)
Pour les articles homonymes, voir Monospaces Chrysler.
 (janvier 2023).
Le contenu est difficilement compréhensible vu les erreurs de traduction, qui sont peut-être dues à l'utilisation d'un logiciel de traduction automatique.
Les monospaces Chrysler de première génération sont une série de monospaces produits et commercialisés par la Chrysler Corporation en Amérique du Nord et en Europe de 1984 à 1990. Vendu en configuration passagers et utilitaire, la série est la première des six générations de monospaces Chrysler. Lancés avant les principaux concurrents Chevrolet Astro/GMC Safari et Ford Aerostar, les Dodge Caravan et Plymouth Voyager de première génération ont créé le segment des monospaces modernes en Amérique du Nord, avec de nombreux monospaces nord-américains adoptant plus tard une configuration de carrosserie similaire.
Lancés en novembre 1983 pour l'année modèle 1984, la gamme des monospaces Chrysler est complétée en 1987 par l'arrivée des Grand Caravan et Grand Voyager, de longueur supérieure. En 1990, le monospace commence également à être commercialisé sous la Chrysler, adoptant l'appellation Chrysler Town & Country. Hors d'Amérique du Nord, Chrysler il est appelé Chrysler Voyager.

## Contexte et évolution
Le développement de ce qui est devenu les monospaces Chrysler a commencé au début des années 1970, alors que la Ford Motor Company et la division des camions de Dodge ont commencé des projets distincts sur des «fourgonnettes pour garage». Conçus comme une alternative plus puissante et plus sûre du Volkswagen Microbus, les deux sociétés ont cherché à créer des véhicules capables de servir de deuxième voiture. Le projet de Dodge n'a pas progressé au-delà du stade du modèle en argile; Le président de Chrysler, Lynn Townshend, a fait valoir que s'il existait un marché pour un tel véhicule, Ford et GM l'auraient déjà fait. Chez Ford, Lee Iaccoca et Hal Sperling ont développé et proposé une camionnette pour garage appelée Ford Carousel. Il a été rejeté pour la même raison, que GM l'aurait déjà fait si c'était une idée viable.
Fin 1977, le développement des monospaces Chrysler a repris avec quatre objectifs principaux, avec un lancement prévu pour l'année modèle 1982.
1. La possibilité de se garer dans un garage de taille standard
2. Bruit, vibrations et robustesse semblables à ceux d'une voiture
3. Plancher de chargement plat et bas
4. Sièges arrière amovibles (possibilité de transporter une feuille de matériau de construction de 4 × 8 sur le sol)

Bien que les voitures traction avant à plates-formes K et à carrosserie L (Omni / Horizon) soient considérées comme des plates-formes donatrices, Chrysler a également autorisé la prise en compte de la propulsion. En fin de compte, la carrosserie L a été exclue, car elle était considérée comme trop légère pour la taille du véhicule ou son moteur six cylindres prévu.
En 1978, Lee Iacocca et Hal Sperlich ont été licenciés de la Ford Motor Company, rejoignant la Chrysler Corporation. La même année, la division d'ingénierie des camions de Dodge a fusionné avec son homologue automobile de chez Chrysler. En 1978, Chrysler a commencé des recherches à travers les États-Unis, cherchant ce que les clients souhaiteraient dans un potentiel monospace, trouvant un accord dans ses objectifs prévus. Bien que les clients potentiels aient trouvé les croquis du concept «moche», Chrysler a tout de même trouvé un marché potentiel de près d'un million de véhicules par an, Chrysler en vendant 215 000.
En 1979, Chrysler choisit la traction avant pour le projet de monospace, nommé «T-115». Bien que le monospace partagerait son moteur transversal et sa transmission avec les voitures à plate-forme K, il serait basé sur une structure de carrosserie distincte. Approuvé par Lee Iaccoca fin 1979, le projet T-115 coûterait 500 millions de dollars à produire, financé dans le cadre des 1,5 milliard de dollars de garanties de prêt fédérales accordées à Chrysler.
De l'approbation en 1979 au lancement en 1984, la conception proposée subirait plusieurs changements majeurs. Initialement destiné à utiliser quatre portes de style berline (semblable à un break), Chrysler a changé pour deux portes coulissantes à l'arrière, revendiquant un meilleur accès dans les parkings. La conception a ensuite été changée en une seule porte coulissante, car Chrysler voulait commercialiser le monospace auprès des commerciaux; tandis que les ingénieurs voulaient faire de la porte arrière gauche de style berline une option. La décision de faire avec une seule porte coulissante a été prise pour réduire les coûts. Pendant le développement, la configuration de la porte arrière était également controversée, avec un hayon standard l'emportant sur un hayon de style break. À l'extérieur, en 1981, les vitres latérales ont été repensées pour affleurer la carrosserie; tout en nécessitant une refonte majeure des composants et de l'outillage, le changement de conception a permis une réduction du bruit du vent et de la traînée. Pour réduire davantage les coûts, un certain nombre de composants intérieurs visibles été partagés avec les Dodge Aries / Plymouth Reliant, y compris le tableau de bord, les commandes intérieures, la radio et divers éléments de garniture. Les choix de transmission se sont révélés problématiques car le moteur quatre cylindres 2,2 L des voitures à plate-forme K était jugée inadéquate et le moteur Slant Six n'était pas adapté au montage transversal à traction avant. Le moteur quatre cylindres Mitsubishi de 2,6 L pouvait cependant être proposé comme moteur intermédiaire jusqu'à ce qu'un V6 soit disponible.

## Aperçu
Lancé en novembre 1983 pour l'année modèle 1984, Chrysler a commercialisé les monospaces de première génération sous le nom de Dodge Caravan et Plymouth Voyager, ainsi que la version utilitaire Mini Ram Van. Alors que la plaque signalétique Dodge Caravan a été utilisée pour la première fois, Plymouth avait déjà utilisé la plaque signalétique Voyager depuis 1974 sur sa version full-size de la camionnette Dodge Sportsman.
Initialement mis en vente avec un empattement unique de 2 845 mm, Chrysler a introduit un empattement de 3 023 mm dans le cadre d'une mise à jour en 1987, lançant le Grand Caravan / Grand Voyager. À partir de 1988, le Chrysler Voyager été exporté vers des marchés à l'extérieur des États-Unis et du Canada. Pour 1990, Chrysler a commencé la production du Chrysler Town & Country, parmi les premiers monospaces de luxe produits.

### Carrosserie
Conçu comme une alternative aux breaks standard, le Dodge Caravan / Plymouth Voyager de longueur standard (deux pouces plus court et deux pouces plus large qu'un break à plate-forme K), présentait près du double de l'espace de chargement d'un break à plate-forme K avec un plancher de chargement de 2 m de long. Semblable aux breaks à plate-forme K, les monospaces utilisent un hayon séparé en deux (soutenue par des vérins à gaz), déverrouillée par clé.
Plusieurs configurations de sièges étaient proposées, selon le niveau de finition. La configuration standard de cinq places assises sur deux rangées a été incluse avec sept ou huit places assises sur trois rangées; les deux rangées de sièges arrière étaient des banquettes à deux ou trois places (dans le style des fourgonnettes plus grande, celles-ci étaient fixées au sol). La configuration à deux places la plus populaire était offerte en plusieurs configurations, avec des sièges à dossier bas (car le monospace était techniquement un camion léger), ou des sièges à dossier haut avec appuie-tête; selon le niveau de finition, les sièges peuvent être en vinyle, en tissu ou en vinyle «de luxe» ou en tissu / vinyle «de luxe». Deux styles de sièges arrière étaient proposés. La banquette arrière à trois places était réglable pour l'espace aux jambes des passagers ou l'espace de chargement; le dossier se replie également lorsqu'il n'est pas utilisé. En 1985, une version à cinq places a été introduite avec un siège arrière rabattable à plat; appelé "Convert-a-bed", l'option permettait au siège arrière de se replier vers l'arrière pour en faire un lit.
Pour réduire les coûts de production et de développement des monospaces Chrysler, les véhicules conservaient un degré élevé de similitude des parties visibles avec les autres véhicules Chrysler, partageant les enjoliveurs, les poignées de porte, les tableaux de bord et d'autres pièces de garniture visibles avec l'Aries / Reliant et d'autres véhicules Chrysler. Comme la conception du tableau de bord excluait une boîte à gants conventionnelle, Chrysler a ajouté un grand tiroir de rangement sous le siège passager (une caractéristique conservée dans les générations ultérieures des monospaces Chrysler et dans la Chrysler PT Cruiser). Les monospaces sont également devenus les premières automobiles avec des porte-gobelets modernes,.

### 1984-1986
Lors de leur lancement en 1984, comme avec les voitures à plate-forme K, les Dodge Caravan et Plymouth Voyager se distinguaient extérieurement en grande partie par leurs calandres. Les deux véhicules étaient équipés de quatre phares, le Caravan étant équipé d'une calandre de style caisse à œufs tandis que le Voyager était équipé d'une calandre orientée horizontalement. Dans ce qui allait devenir une caractéristique de style emblématique des monospaces Chrysler des années 1980, les Caravan et les Voyager haut de gamme étaient tous deux proposés avec du similibois simulé en option.
Après 1986, comme de nombreux autres véhicules Chrysler, les monospaces Chrysler sont passés de roues à 4 branches à des roues à 5 branches. Pour réduire le bruit du vent à haute vitesse, Chrysler a ajouté un barrage pneumatique monté sur le pare-chocs.

### 1987-1990
L'année modèle 1987 a vu une mise à jour de milieu de cycle pour les monospaces à plateforme S. Largement centrée sur l'introduction en mai 1987 des Grand Caravan et Grand Voyager, la mise à jour a apporté un nouveau carénage avant et de nouveaux feux arrière. Pour mieux différencier le Caravan du Voyager, les gammes de modèles ont reçu différentes calandres; tous les modèles sauf le Mini Ram Van (version utilitaire) ont changé pour des phares composites à lentille affleurante. Quatorze pouces de plus en longueur qu'un monospace Chrysler à empattement standard, le Grand Caravan / Grand Voyager était le plus grand monospace d'Amérique du Nord en 1987. Étant les premiers monospaces Chrysler équipés d'un moteur V6, le Grand Caravan / Grand Voyager sont finalement devenus les deux configurations les plus populaires. Avec les deux sièges arrière retirés, les monospaces «Grand» offraient 4,2 m3 d'espace de chargement, soit 0,7 m3 de plus qu'un monospace Chrysler à empattement standard.
La banquette avant et le Convert-A-Bed, rarement commandés, ne sont pas revenus pour 1987. La sellerie intérieure a été améliorée sur plusieurs versions, avec les sièges de base en vinyle supprimés (et le vinyle de luxe restant en option sur les finitions SE); pour la première fois, des sièges en cuir été offerts sur les finitions LE / Grand LE.
Pour 1989, les monospaces ont vu une mise à jour mineure. Pour améliorer l'ajustement et la finition, Chrysler a repensé les pare-chocs avant et arrière, avec des couvercles de pare-chocs en une seule pièce, peints pour correspondre à la couleur de la carrosserie. Le volant des voitures à plate-forme K du début des années 1980 a été remplacé par un design à 3 branches (bien que le reste du tableau de bord soit resté inchangé). En plus des niveaux de finition standard, Chrysler a ajouté les finitions ES haut de gamme sur le Dodge Caravan et LX sur le Plymouth Voyager; en tant que modèle du début de l'année 1990, le monospace de luxe Chrysler Town & Country a été introduit au début de 1989.

### Châssis
Les monospaces Chrysler de première génération sont basés sur la plate-forme S de Chrysler, utilisant une construction monocoque. Contrairement à la croyance populaire, la plate-forme S n'est pas directement liée à la plate-forme K,; bien que partageant des groupes motopropulseurs pour réduire les coûts de développement et de production, la plate-forme S a une structure de carrosserie distincte, permettant une ligne de capot et une hauteur d'assise plus élevées. La plate-forme S est produite en deux empattements: 2 847 mm pour les monospaces de longueur standard; 3 025 mm pour les monospaces "Grand" plus long.
Adaptant la disposition de la plate-forme K pour un véhicule plus grand, les monospaces à plateforme S étaient équipés d'une suspension avant à jambes de force MacPherson et d'un essieu arrière à poutres avec ressorts à lames. Tous les monospaces à plateforme S sont équipés de freins à disques avant et de freins à tambour arrière.

#### Moteurs
Pour les trois premières années de production, deux moteurs été proposés - deux moteurs quatre cylindres en ligne avec carburateurs double corps. Le moteur de base de 2,2 L été emprunté aux voitures à plate-forme K de Chrysler et produisait 97 ch (72 kW). La version plus performante du moteur à injection de carburant de 2,2 L proposée plus tard dans les voitures à plate-forme K n'a jamais été proposée dans le Caravan, et la version double corps restera la centrale électrique de base jusqu'au milieu de 1987. Parallèlement au 2,2 L, un moteur Mitsubishi 2,6 L était disponible en option, produisant 105 ch (78 kW).
Au milieu de 1987, le quatre cylindres en ligne de 2,2 L de base a été remplacé par un quatre cylindres en ligne de 2,5 L à injection de carburant, qui produisait 101 ch (75 kW), tandis que le quatre cylindres en ligne G54B Mitsubishi a été remplacé par un nouveau V6 Mitsubishi de 3,0 L à injection produisant 138 ch (101 kW) en mars de la même année.
Peu de temps après, dans l'année modèle 1989, un moteur plus puissant est devenu optionnel: une version turbocompressée du quatre cylindres en ligne de 2,5 L développant 152 ch (112 kW). Les modifications apportées au V6 Mitsubishi ont augmenté sa puissance à 144 ch (106 kW), et en 1990, un nouveau V6 de 3,3 L de 152 ch (112 kW) a été ajouté à la liste des options. Les moteurs V6 sont devenus populaires alors que les ventes du 2,5 L turbo diminuaient, et il a été abandonné à la fin de l'année.
Aucun des moteurs V6 ni des quatre cylindres turbocompressés n'était disponible sur le Chrysler Voyager européen. Le Chrysler Town & Country n'était disponible qu'avec une seule option de moteur, le V6 Mitsubishi de 3,0 L, jusqu'en juin 1989, date à laquelle il a été remplacé par le tout nouveau V6 de 3,3 L.

#### Transmissions
Une transmission automatique TorqueFlite A413 à trois vitesses et une boîte manuelle à cinq vitesses étaient disponibles avec la plupart des moteurs quatre cylindres en ligne, y compris le moteur de 2,5 L turbocompressé (c'était une combinaison rare). Les transmissions manuelles n'étaient pas disponibles sur les modèles avec moteur quatre cylindres Mitsubishi de 2,6 L ni sur les modèles avec moteur V6 du Caravan, mais étaient une option sur les modèles Mini Ram Van et Caravan C / V à empattement long avec moteur V6 de 3,0 L[réf. nécessaire].
Les moteurs V6 n'étaient proposés qu'avec la transmission TorqueFlite entièrement hydraulique jusqu'à ce que la boîte automatique à 4 vitesses Ultradrive commandée par ordinateur soit disponible en 1989. L'Ultradrive offre une bien meilleure économie de carburant et une meilleure réactivité, en particulier lorsqu'il est associé au moteur quatre cylindres en ligne. Cependant, il souffrait de problèmes de fiabilité, résultant généralement de ce que l'on appelle la "chasse aux engrenages", entraînant une usure prématurée des embrayages internes. Il nécessitait également un type peu commun de liquide de transmission automatique et n'est pas clairement étiqueté comme tel, ce qui a conduit au fait que de nombreux propriétaires utilisaient le Dexron II plus courant plutôt que le "Mopar ATF + 3" spécifié, ce qui entraînait des dommages à la transmission et éventuellement une défaillance.
L'Ultradrive a subi de nombreuses modifications de conception au cours des années modèles ultérieures pour améliorer la fiabilité[source insuffisante], et de nombreuses transmissions des premiers modèles seraient éventuellement modernisées ou remplacées par des versions sous garantie mises à jour par les concessionnaires. Ces efforts ont été couronnés de succès et la plupart des Caravan de première génération ont finalement obtenu une transmission mise à jour[source insuffisante].

### Finition
Les Dodge Caravan et Plymouth Voyager à plate-forme S étaient tous deux proposés en trois niveaux de finition, un niveau de finition de base sans nom, le SE de milieu de gamme et le LE haut de gamme; Les monospaces à finition LE été commercialisés avec l'option de panneaux en similibois simulés. En 1989, dans le cadre d'une mise à jour extérieure mineure, les Dodge et Plymouth ont chacun gagné un niveau de finition supplémentaire pour le haut de gamme, les Dodge Caravan ES et Plymouth Voyager LX, disponibles uniquement en configuration à empattement standard.

## Variantes

### Version utilitaire
Chrysler a produit deux variantes utilitaire des monospaces de la plate-forme S, tous deux basés sur le Dodge Caravan. De 1984 à 1988, Dodge a commercialisé le Mini Ram Van. Se distinguant par une plaque signalétique "Ram" sous le rétroviseur, le Mini Ram Van a été renommé Caravan C / V (Cargo Van) pour 1989. Contrairement aux monospaces, le Caravan C / V été équipé de groupes de phares spécifiques à ce modèle, utilisant des phares scellé à double faisceau (partagés avec le Chrysler Voyager d'exportation). Plusieurs configurations de fenêtres étaient disponibles, allant de l'absence de fenêtres à un ensemble complet de fenêtres. Coïncidant avec l'introduction du Grand Caravan en 1987, la production des versions utilitaires s'est étendue aux deux empattements.
Sur le Caravan C / V, en plus du hayon divisé en deux, Chrysler proposait des portes arrière battante (similaires au Chevrolet Astro et aux fourgonnettes traditionnelles). Produites en option, les portes 50/50 été construites en fibre de verre; installées sur mesure par un fournisseur extérieur, les portes été installées entre l'usine et l'expédition à un revendeur.
Comme avec le plus grand Dodge Ram Van, le Mini Ram Van et Caravan C / V ont également servi de base pour la conversion en version utilitaire, vendus par les concessionnaires Chrysler ainsi que par les convertisseurs eux-mêmes.

### Chrysler Voyager (exportation)
Article principal: Chrysler Voyager
À partir de l'année modèle 1988, Chrysler a commencé à exporter des monospaces vers l'Europe. Étant donné que ni la marque Plymouth ni la marque Dodge n'étaient commercialisées à l'extérieur de l'Amérique du Nord par Chrysler, les monospaces étaient exportés sous la plaque signalétique Chrysler Voyager, en concurrence avec le Renault Espace et les Volkswagen Transporter / Caravelle (vendu sous le nom de Vanagon en Amérique du Nord).
Alors que le nom Voyager dérivait de la division Plymouth, le Chrysler Voyager était une version renommée du Dodge Caravan, équipé du carénage avant du Caravan C / V version utilitaire. Pour pouvoir vendre le véhicule en Europe, le Chrysler Voyager a été équipé de lentilles de clignotant ambre (nécessitant de nouveaux feux arrière), de répéteurs de clignotants et d'un contour de plaque d'immatriculation spécifique au modèle (adapté pour les plaques d'immatriculation européennes et avec un "Chrysler" en relief).
Parallèlement à son changement de marque, le Chrysler Voyager a subi des modifications internes, en grande partie pour se conformer aux réglementations européennes en matière de sécurité et d'émissions. À l'exception du V6 turbocompressé de 2,5 L et du quatre cylindres en ligne de 3,3 L, le Chrysler Voyager partagé son groupe motopropulseur avec son homologue nord-américain; de nombreux exemplaires été produits avec des transmissions manuelles.

### Chrysler Town & Country
Après avoir été abandonnée dans l'année modèle 1988, la plaque signalétique Chrysler Town & Country a été relancée lorsque Chrysler a publié un monospace pour sa division homonyme. Introduit au printemps 1989 comme un modèle du début de l'année 1990, le Town & Country a été lancé comme la version la plus aboutie des trois monospaces Chrysler, vendu exclusivement dans la longueur à empattement long. Prévu à l'origine pour une sortie en 1989, le Town & Country était le premier des trois monospaces produits comme modèle de 1990.
Conçu pour concurrencer les monospaces de luxe telles que le Ford Aerostar Eddie Bauer et l'Oldsmobile Silhouette (alors à venir), le Town & Country incluait presque toutes les fonctionnalités du Dodge Caravan et du Plymouth Voyager en équipement standard, avec un certain nombre de caractéristiques propres. Tous les exemplaires été produits avec des garnitures en simili-bois (une caractéristique associée à la plaque signalétique). Initialement, Bright White Clearcoat était la seule couleur disponible, avec Black Clearcoat ajouté en option en juin 1989 (en 1990, les Caravan / Voyager sont entrés en production).
Pour distinguer extérieurement le Town & Country, Chrysler a ajouté une calandre chromée de style cascade (de style similaire à la Chrysler New Yorker), clignotants avant à lentille claire, rétroviseurs couleur carrosserie, un ornement de capot Pentastar en cristal (partagé avec les New Yorker / Fifth Avenue), garniture sur le bas de caisse (une version monochromatique de la garniture de carrosserie du Dodge Caravan ES à empattement long) et roues en alliage de 15" (utilisées plus tard sur le Plymouth Voyager LX et d'autres modèles Plymouth). L'intérieur comportait des sièges en cuir spécifiques au modèle, panneaux intérieurs en cuir, tous les équipements électriques disponibles, climatisation avant et arrière et un système audio Infinity II.
Selon la date de production, le Chrysler Town & Country de 1990 était produit avec l'un des deux moteurs V6. Avant juin 1989, il était équipé d'un V6 Mitsubishi de 3,0 L développant 144 ch (106 kW). À partir de juin 1989, tous les exemplaires étaient équipés du V6 Chrysler 3,3 L de 152 ch (112 kW). Bien que tous les monospaces Town & Country à plate-forme S aient des VIN de 1990, l'EPA classe les exemplaires avec le V6 de 3,0 L comme véhicules de 1989. Les deux moteurs étaient associés à la transmission automatique Ultradrive à 4 vitesses.
Au total, 5 404 exemplaires du Chrysler Town & Country ont été produits, faisant de cette variante la plus rare de tous les monospaces Chrysler[source insuffisante].

## Commercialisation
Les publicités originales pour le Voyager de 1984 mettaient en vedette le magicien Doug Henning comme porte-parole pour promouvoir la polyvalence, l'espace de chargement, la faible hauteur de marche, le volume des passagers et la maniabilité du Voyager "Magic Wagon". Des publicités ultérieures, en 1989, mettaient en vedette la chanteuse de rock Tina Turner. En 1990, des publicités canadiennes mettaient en vedette la chanteuse pop Céline Dion.